# Marcel Bostan
Marcel Bostan (n. 21 septembrie 1982, Chișinău, RSS Moldovenească, URSS) este un cântăreț din Republica Moldova, liderul trupei de rock alternativ Alternosfera.

## Biografie
Marcel Bostan s-a născut la 21 septembrie 1982 în Chișinău, RSSM, în familia inginerului Ion Bostan, fost rector al Universității Tehnice a Moldovei. Are un frate inginer, Viorel Bostan, actualmente rector al aceleiași universități.
Marcel a studiat pianul. Este solist în trupa Alternosfera din 1998, având șase albume  și numeroase turnee, cele mai multe în România.
În 2008 lansează la Chișinău revista „Münchausen”.

## Viața personală
În octombrie 2009 se căsătorește cu Elena Pîrțac, șahistă din Chișinău, după o relație de 5 ani. Divorțează la mai puțin de un an de la căsătorie.
În septembrie 2014 se căsătorește cu Ecaterina Grigoriță, o farmacistă din Chișinău. In august 2016 divorteaza si de aceasta. 